# Rudi Roussillon
Pour les articles homonymes, voir Roussillon.
Rudi Roussillon, né le 30 novembre 1952 à Paris, est un homme d'affaires et dirigeant sportif français, depuis 1996 conseiller pour les activités de presse, de médias et de communication du groupe Dassault.

## Biographie

### Carrière de footballeur
Roussillon est un footballeur de niveau amateur. Il pratique comme gardien de but dans les clubs de Vincennes, SO Châtellerault, l'AJ Auxerre, Boulogne-sur-mer et du Red Star (de 1979 à 1982), tout en étant étudiant.

### Carrière dans les affaires
Il commence sa carrière professionnelle auprès de responsables politiques (Michel Debatisse, François Guillaume, François Léotard, Claude Malhuret), comme attaché de presse et chef de cabinet. Il a été également chef de cabinet du président de la Fédération nationale des syndicats d'exploitants agricoles (FNSEA).
Il devient par la suite directeur de cabinet du président du Groupe Dumez et directeur de la communication du groupe Dumez-GTM au moment de la fusion avec la Lyonnaise des Eaux.
À partir de 1996, il devient un proche collaborateur de Serge Dassault, aux côtés duquel il exerce successivement les responsabilités suivantes :
- président du Groupe Express-Expansion (19 magazines et publications) de 2005 à 2007, ce qui entraine une grève à L'Express[3],[4] ;
- président du FC Nantes de juin 2005 à juin 2007, poste pour lequel il propose d'être rémunéré au SMIC[5],[6] ;
- vice-président du conseil de surveillance du Groupe Valmonde (publiant Valeurs actuelles et le Mensuel Spectacle du Monde) de 1997 à 2008 ;
- conseiller pour la presse en 2010[7].

En 2011, il est :
- président du conseil de surveillance de la Société du Figaro, qui édite notamment le quotidien Figaro[8] ;
- vice-président du conseil de surveillance de la Société Particulier et Finances Éditions ;
- membre du conseil d'administration du Groupe Dassault-Médias (Socpresse)[9] ;
- membre du conseil d'administration du Figaro S.A. ;
- membre du conseil d'administration de la SEMIF (publiant Le Républicain de l'Essonne).

## Distinctions

### Décorations
- Officier de la Légion d'honneur Il est nommé chevalier le 11 juillet 2003[10], puis est promu officier le 12 juillet 2013[11].
- Chevalier de l'ordre national du Mérite (1993)
- Officier de l'ordre du Mérite agricole (2006)
- Médaille de la jeunesse, des sports et de l'engagement associatif, argent (1989).